# Zigmantas Balčytis
Zigmantas Balčytis   (Districte municipal de Šilutė, 16 de novembre de 1953) és un economista, matemàtic i polític lituà. Va ser primer ministre interí entre l'1 juny de 2006 i el 4 de juliol de 2006. Va ser ministre d'Hisenda entre el 17 de maig de 2005 i l'1 de juny de 2006 i el 20 juliol 2006-març 27, 2007.
Balčytis va ser ministre de Transports entre el 12 de juliol de 2001 fins al 17 de maig de 2005. Després va esdevenir ministre d'Hisenda. Amb la dimissió d'Algirdas Brazauskas l'1 de juny de 2006, Balčytis va esdevenir primer ministre interí, però el seu nomenament no va ser aprovat pel parlament, que elegí Gediminas Kirkilas al 4 de juliol. Igual que el seu predecessor, Balčytis és un membre del Partit Socialdemòcrata de Lituània (Lietuvos Socialdemokratu Partija). El 15 de juny va ser nomenat pel president Valdas Adamkus per formar un nou govern de coalició, però el 20 de juny la seva sol·licitud va ser rebutjada pel Seimas.
El President Adamkus, a continuació, va nomenar com a primer ministre interí Gediminas Kirkilas, que va obtenir la confiança del Seimas el 20 de juliol i també amplià Zigmantas Balčytis com a Ministre de Finances.
El 27 de març de 2007 va renunciar com a ministre de Finances, després d'un escàndol relacionat amb el seu fill i l'ús dels fons de la UE.
Va ser elegit diputat a les Eleccions al Parlament Europeu de 2009.

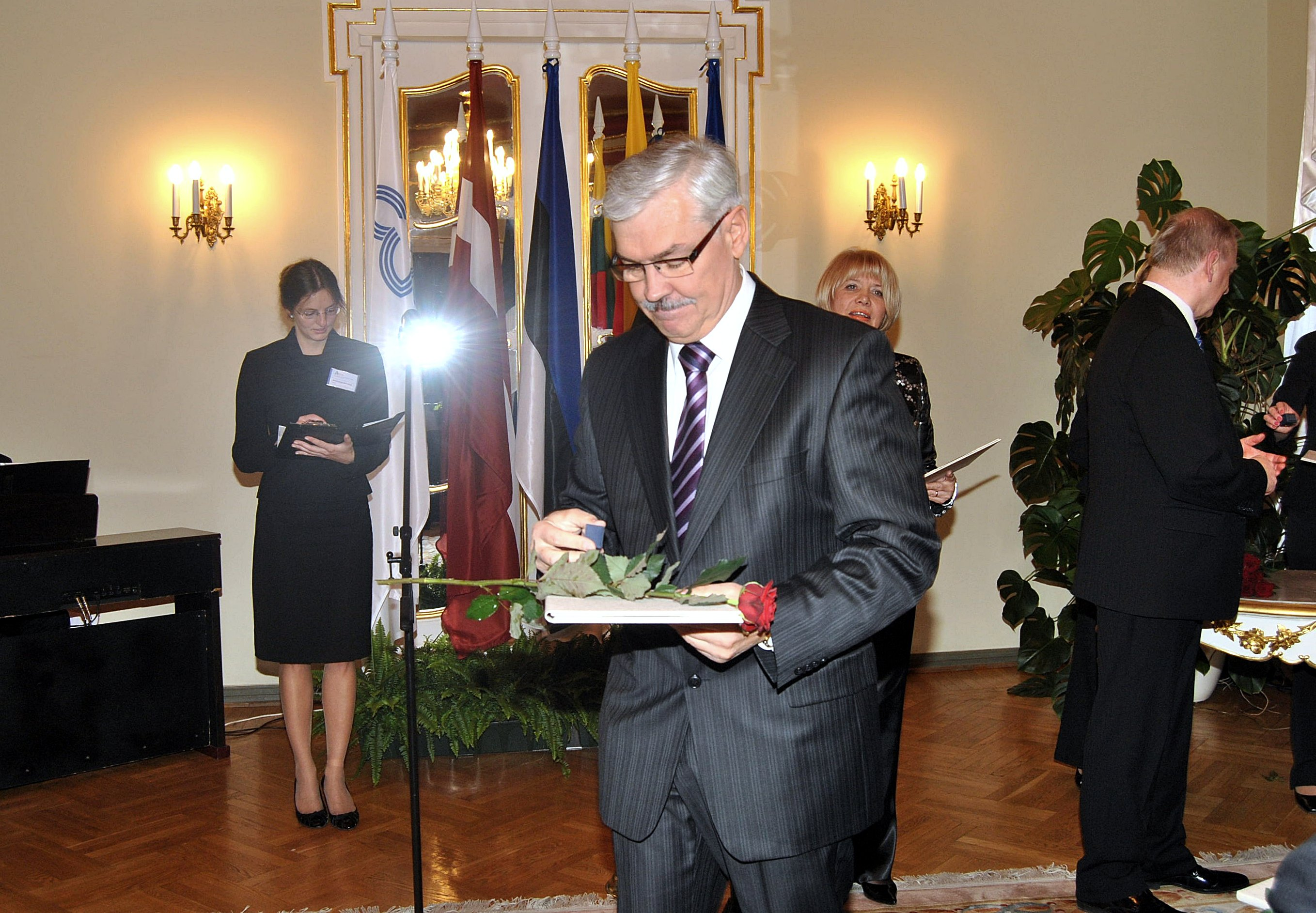
Zigmantas Balčytis (2010)

| Precedit per: Algirdas Brazauskas | Primer Ministre de Lituània (1 de juny - 4 de juliol) 2006 | Succeït per: Gediminas Kirkilas |